# Championnat d'Angleterre de rugby à XV 1996-1997
Navigation
Courage League
 1995-1996 Allied Dunbar Premiership 1997-1998
Le Championnat d'Angleterre de rugby à XV, appelée Courage League, oppose pour la saison 1996-1997 les douze meilleures équipes anglaises de rugby à XV.
Au cours de la compétition, toutes les équipes s'affrontent en matchs aller et retour. L'équipe première du classement final est sacrée championne et les deux dernières sont reléguées en seconde division à la fin de championnat. Cette saison, les Northampton Saints et les London Irish viennent compléter la liste des clubs participants au championnat sans qu'aucune autre équipe ne soit reléguée en Courage Clubs Championship de manière à étendre la compétition à douze clubs.
Les Wasps terminent la compétition en tête et remporte ainsi leur second titre sept ans après avoir inscrit leur nom au palmarès de l'épreuve. Les clubs de West Hartlepool et d'Orrell sont relégués en Courage Clubs Championship.

## Liste des équipes en compétition
La compétition oppose pour la saison 1996-1997 les douze meilleures équipes anglaises de rugby à XV :
| - Bath Rugby - Bristol Rugby - Gloucester RFC - Harlequins | - Leicester Tigers - London Irish - Northampton Saints - Orrell RUFC | - Sale Sharks - Saracens - Wasps RFC - West Hartlepool RFC |

## Classement de la phase régulière
| Rang | Club                   | J  | V  | N | D  | Pm  | Pe  | Diff | Pts |
| ---- | ---------------------- | -- | -- | - | -- | --- | --- | ---- | --- |
| 1    | Wasps                  | 22 | 18 | 1 | 3  | 685 | 406 | +279 | 37  |
| 2    | Bath Rugby (T)         | 21 | 15 | 0 | 6  | 836 | 411 | +425 | 31  |
| 3    | Harlequins             | 23 | 15 | 1 | 7  | 745 | 416 | +329 | 30  |
| 4    | Leicester Tigers       | 23 | 14 | 2 | 7  | 600 | 395 | +205 | 29  |
| 5    | Sale Sharks            | 21 | 13 | 1 | 7  | 603 | 525 | +78  | 28  |
| 6    | Gloucester RFC         | 22 | 12 | 1 | 9  | 568 | 449 | +119 | 25  |
| 7    | Saracens               | 21 | 11 | 0 | 10 | 476 | 589 | -113 | 23  |
| 8    | Northampton Saints (P) | 23 | 10 | 1 | 12 | 515 | 477 | +38  | 20  |
| 9    | Bristol Bears          | 21 | 8  | 0 | 13 | 432 | 625 | -193 | 17  |
| 10   | London Irish (P)       | 22 | 6  | 0 | 16 | 502 | 747 | -245 | 12  |
| 11   | Orrell RUFC            | 22 | 3  | 0 | 19 | 382 | 795 | -413 | 6   |
| 12   | West Hartlepool        | 22 | 3  | 0 | 19 | 350 | 886 | -536 | 6   |

|  | Champion d'Angleterre et qualifié pour la Coupe d'Europe 1997-1998 (no 1).      |
|  | Qualifiés pour la Coupe d'Europe 1997-1998 (no 2, no 3, no 4).                  |
|  | Relégués en Courage Clubs Championship pour la saison 1997-1998 (no 11, no 12). |
|  | T : Tenant du titre 1996 • P : Promus 1996                                      |

Attribution des points: victoire sur tapis vert : 2, victoire : 2, match nul : 1, défaite : 0, forfait : -2.
Règles de classement: ??????

## Résultats des rencontres
L'équipe qui reçoit est indiquée dans la colonne de gauche.
| Clubs              | BAT   | BRI   | GLO   | HAR   | LEI   | LOI   | NOR   | ORR   | SAL   | SAR   | WAS   | WHA   |
| ------------------ | ----- | ----- | ----- | ----- | ----- | ----- | ----- | ----- | ----- | ----- | ----- | ----- |
| Bath Rugby         |       | 76-7  | 71-21 | 35-20 | 47-9  | 46-3  | 52-14 | 40-14 | 84-7  | 35-33 | 36-40 | 46-10 |
| Bristol Rugby      | 13-18 |       | 18-13 | 24-35 | 12-38 | 26-38 | 20-11 | 38-10 | 34-24 | 11-21 | 18-41 | 20-17 |
| Gloucester RFC     | 29-45 | 20-20 |       | 11-27 | 32-30 | 29-19 | 19-6  | 30-0  | 12-16 | 9-6   | 28-23 | 37-10 |
| Harlequins         | 22-6  | 29-6  | 75-19 |       | 18-34 | 66-7  | 36-16 | 89-18 | 30-31 | 27-0  | 22-42 | 48-10 |
| Leicester Tigers   | 28-25 | 53-19 | 32-14 | 12-13 |       | 46-13 | 23-9  | 36-14 | 25-9  | 22-18 | 18-12 | 48-3  |
| London Irish       | 31-56 | 27-28 | 20-21 | 20-19 | 25-18 |       | 34-21 | 27-48 | 19-25 | 23-37 | 20-22 | 52-41 |
| Northampton Saints | 9-6   | 29-21 | 25-27 | 15-20 | 22-19 | 31-21 |       | 41-7  | 30-12 | 17-10 | 15-26 | 46-20 |
| Orrell             | 13-56 | 27-28 | 3-49  | 20-56 | 12-29 | 32-27 | 14-50 |       | 8-40  | 22-44 | 27-44 | 22-15 |
| Sale Sharks        | 11-5  | 31-33 | 52-12 | 24-13 | 20-20 | 41-25 | 31-15 | 37-11 |       | 33-23 | 31-33 | 58-18 |
| Saracens           | 36-29 | 33-15 | 41-11 | 28-20 | 25-23 | 45-0  | 24-23 | 24-15 | 17-17 |       | 15-28 | 51-8  |
| Wasps              | 25-25 | 15-13 | 36-10 | 17-19 | 14-7  | 31-18 | 18-13 | 62-5  | 36-10 | 36-21 |       | 36-12 |
| West Hartlepool    | 16-24 | 19-8  | 14-23 | 21-41 | 19-30 | 18-33 | 17-57 | 24-8  | 22-43 | 25-16 | 23-48 |       |

|  | Victoire à domicile |  | Match nul |  | Défaite à domicile |